# ブレンドン・ネル
ブレンドン・ネル（Brendon Nell、2000年8月1日 - ）は、ジャパンラグビーリーグワンNECグリーンロケッツ東葛に所属するラグビー選手。

## プロフィール
- 南アフリカ共和国出身[1]。
- ポジションはロック(LO)。
- 身長 196 cm、体重 110 kg

## 略歴
2020年、ヴェルダ高校卒業後、流通経済大学に入る。
2024年、アーリーエントリーでNECグリーンロケッツ東葛に加入。
2025年5月11日に行われたJAPAN RUGBY LEAGUE ONE第14節レッドハリケーンズ大阪戦に途中出場でリーグワン公式戦初出場を果たした。